# Centrale idroelettrica di Félou

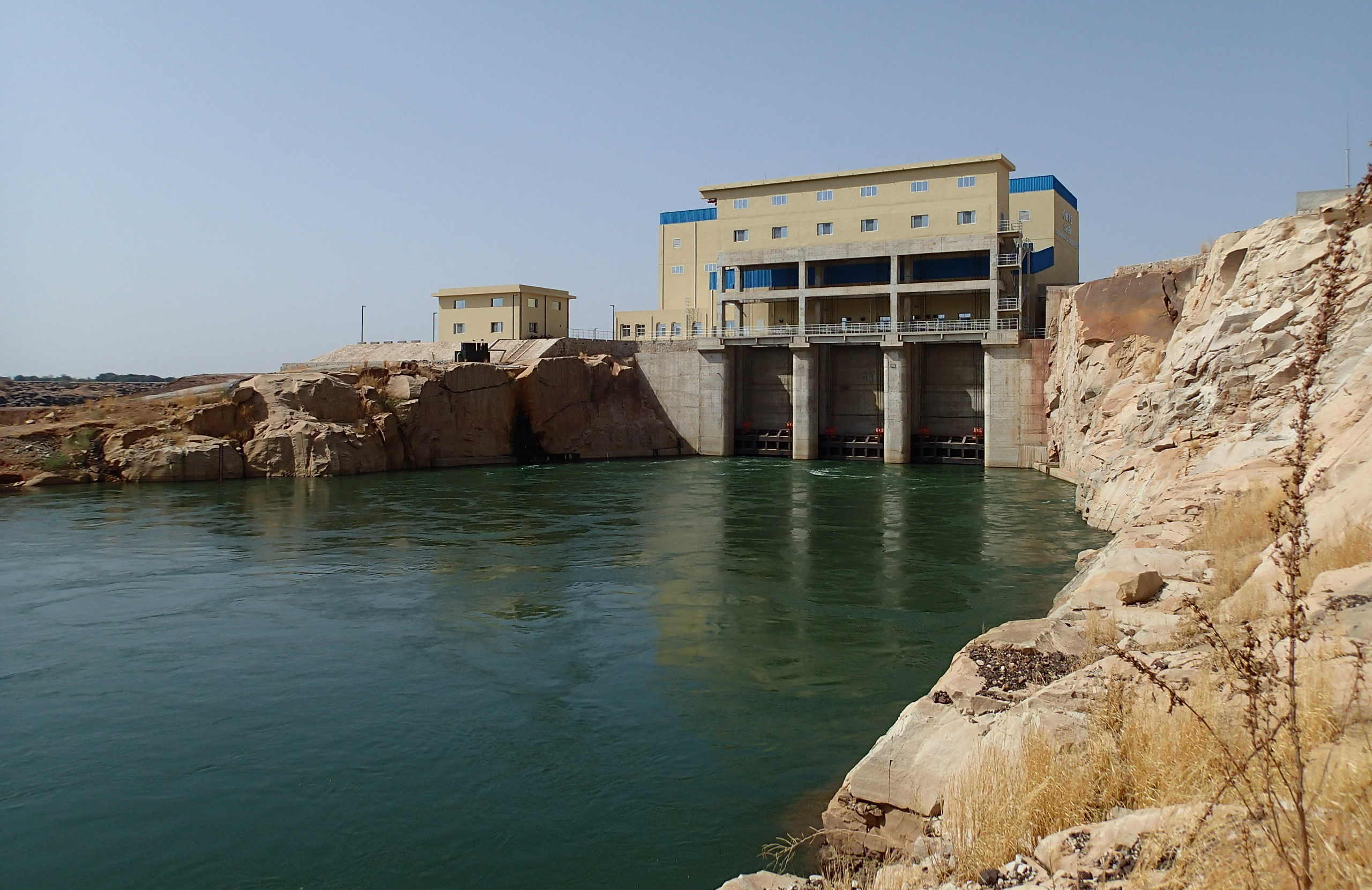
La diga nel 2014

La centrale idroelettrica di Félou è un'installazione idroelettrica presso le Cascate Félou sul fiume Senegal in Mali. È dotata di tre turbine, capaci di generare 62,3 MW.

## Storia
La centrale attuale ha sostituito la vecchia costruita negli anni '20 del XX secolo. La costruzione della nuova centrale elettrica è iniziata nell'ottobre 2009 ed è stata finanziata dalla Banca Mondiale. È il terzo progetto dell'Autorità per lo sviluppo del bacino del fiume Senegal ed è stato completato nel 2014. La diga esistente è stata ristrutturata mantenendo i 2 metri di altezza precedenti. La precedente centrale idroelettrica fu commissionata nel 1927. Fu ristrutturata nel 1992 e aveva una potenza di 600kW.

## Capacità
A pieno regime le tre turbine da circa 21 MW ciascuna passano un totale di 500 metri cubi d'acqua al secondo. Tra agosto e novembre l'acqua che scorre nel fiume generalmente supera questo valore, permettendo il pieno funzionamento dell'impianto e all'acqua in eccesso di passare sopra la diga. Durante la stagione secca (da dicembre a luglio) l'elettricità generata viene ridotta a circa un terzo della potenza massima, il flusso d'acqua è limitato a 150-200 metri cubi al secondo.
Il costo totale dell'impianto è stimato in 242 milioni di dollari.